# Dande (Angola)
Dande è una municipalità dell'Angola appartenente alla Provincia del Bengo. Ha 82.992 abitanti (stima del 2006) ed una superficie di 6.529 km².
Il principale comune è Caxito.